# Собор преподобных отцов Киево-Печерских, в Дальних пещерах почивающих
Собор преподобных отцов Киево-Печерских, в Дальних пещерах почивающих — в Русской православной церкви соборная память монахов Киево-Печерской лавры, почитаемых святыми и погребённых в Дальних (Феодосиевых) пещерах лавры. Празднование совершается 28 августа (10 сентября).

## Состав святых
Отдельными цветами выделены:
 Преподобные.
 Священномученики.
 Преподобномученики.
 Мученики.
 Святители.
| Имя                                                        | Деяния | День основной памяти    | Иллюстрация |
| ---------------------------------------------------------- | --- | ----------------------- | ----------- |
| Феодосий Печерский                                         | Один из основателей Киево-Печерской лавры, ученик Антония Печерского. Именем Феодосия названы Дальние (Феодосиевые) пещеры Лавры и источник Феодосия на территории Лавры. | 3 мая, 14 августа       |             |
| часть мощей святого младенца, за Христа от Ирода убиенного | | 29 декабря              |             |
| Климент, епископ Римский                                   | (глава принесена в 988 году из Херсонеса Таврического в Киев и первоначально находилась в Десятинной церкви) | 25 ноября               |             |
| Иларион Печерский                                          | | 21 октября              |             |
| Амфилохий Владимиро-Волынский                              | епископ Владимир-Волынский | 10 октября              |             |
| Тимофей Печерский                                          | игумен Киево-Печерского монастыря. В 1130 году благодаря игумену Тимофею была украшена рака преподобного Феодосия серебром и золотом. Умер он в 1131 году. | 10 сентября             |             |
| Пимен Постник                                              | игумен (+ 1141 год). Воздержание его было таково, что он вкушал пищу только раз в неделю и лишь в самом необходимом количестве, при этом прп. Пимен усердно исполнял послушание в монастыре, не теряя сил и не уставая. Был игуменом Киево-Печерского монастыря с 1132 по 1141 год. | 8 мая, 7 августа        |             |
| Евфросиния Полоцкая                                        | Дочь витебского князя Святослава Всеславича, внучка Всеслава Брячиславича, инокиня и просветительница периода Древнерусского государства | 23 мая                  |             |
| Пафнутий Затворник                                         | Непрестанно плакал и вздыхал всю свою жизнь о времени разлучения души с телом, как окружат человека Ангелы и духи злобы, покажут все его дела — добрые и злые, напомнят ему о всех его мыслях и желаниях, о том, что он забыл и чего не считал за грех. Но блажени плачущие, яко тии утешатся (Мф. 5, 4). И преподобный Пафнутий при кончине своей увидел лики ангельские, которые, приняв его душу, вознесли её на небо. Мощи его покоятся в Феодосиевых пещерах. Его имя вспоминается в 8-й песни канона: «Плачущих поминая блаженство, Пафнутие, всегда плакал еси, ныне же радостная наследив места, молися тамо и нам в кров безплачевный вселитися». | 15 февраля              |             |
| Пиор Затворник                                             | Отличался постом и трудолюбием и в этом служил примером для постников и трудолюбцев. Не желая взирать на прелесть и суету мира сего, он затворился в тёмной пещере и там подвизался в беспрестанной молитве. | 4 октября               |             |
| Симеон                                                     | епископ Переяславский. О нём известно только, что в 1238 или в 1239 год он был убит татарами, напавшими на Переяславль: «принес самого себя, как агнца, в жертву». Мощи его находятся в Антониевых пещерах в Киеве. | 2 августа               |             |
| Акиндин Печерский                                          | ум. после 1231 года — архимандрит Киево-Печерского монастыря в 20-30-х годах XIII века. | 28 августа              |             |
| Лукиан Печерский                                           | На одной древней доске с иконой святого написано, что Лукиан священномученик пострадал от Батыя. Вероятная дата его кончины — разорение Батыем Киева в конце 1240 года. Более ничего о нём не известно. Мощи его почивают в Феодосиевых (Дальних) пещерах. | 15 октября              |             |
| Памва Затворник                                            | Совершил подвиг исповедничества. Находясь в иноческом послушании, он был схвачен татарами и много лет страдал у них в плену за отказ отречься от христианской веры. Впоследствии преподобный был чудесно восхищен из плена и поставлен в своей келлии. Скончался он в затворе в 1241 году. Мощи его почивают в Феодосиевых пещерах. | 18 июля                 |             |
| Афанасий Печерский, младший                                | затворник Подвизался в Киево-Печерской обители в XIII веке. Не желая видеть суету и прелесть мира сего, святой затворился в пещере, чтобы в безмолвии угодить Богу, и там непрестанно стоял на молитве. Во многих трудах и подвигах духовных он предал дух свой Богу и был погребён в Дальних (Феодосиевых) пещерах. Господь прославил Своего угодника даром исцеления. Имя его упоминается в 4-й песни общего канона преподобным Дальних пещер. В «Сказании о житиях святых, в пещере преподобного Феодосия почивающих» говорится, что преподобному Афанасию не нужна была свечка в пещере: ему светила Небесная светлость. Всем, кто приходит к нему с верой, он подает исцеление. | 2 декабря               |             |
| Аммон Затворник                                            | Подвизался в Киево-Печерской лавре. Странствовал на Афон и в Иерусалим. По возвращении оттуда он прославился своими подвигами. Был образцом святой жизни для братии. Погребён в Дальних пещерах. | 4 октября               |             |
| Анатолий Печерский                                         | Преподобные затворники подвизались в Киево-Печерской лавре. В Ближних пещерах погребён преподобный Анатолий, скончавшийся в XII веке. В Дальних пещерах — преподобный Анатолий, скончавшийся в XIII веке. | 3 июля                  |             |
| Мардарий Затворник                                         | Подвизался в Дальних пещерах в XIII веке. По рукописным святцам, в тропаре и кондаке он называется «нестяжательным», а по надписи у мощей — «бескелейным». Имя его вспоминается в 7-й песни службы Собора отцов Дальних пещер вместе с преподобным Аммоном, где он называется «рачителем нищеты». Погребён в Дальних пещерах. | 13 декабря              |             |
| Панкратий Затворник                                        | Жил в XIII веке, подвизался в Киево-Печерском монастыре в сане иеромонаха. Прославился в подвигах поста, а также чудотворениями, исцелениями болящих. Был погребён в Дальних (Феодосиевых) пещерах. | 9 февраля               |             |
| Сисой (схимник Печерский)                                  | Подвизался в XIII веке в Киево-Печерской лавре. О нём известно, что он был схимонах и постник. Мощи его покоятся в Дальних (Феодосиевых) пещерах. Воспоминается в общей службе Преподобным отцам Киево-Печерским, почивающим в Дальних пещерах, вместе с преподобным Григорием Постником: «Сисое чудне и Григорие, имя от бодрости имевый, оба постом обуздавше своя страсти, свирепеющую похоть нашея плоти смирите: вам бо дана есть благодать в страстех нам способствовати» (5-я песнь канона). Есть и другой, соименный ему, святой Сисой, см. Сисой (затворник Печерский). | 6 июля                  |             |
| Софроний Затворник                                         | Подвизался в Киево-Печерском монастыре в XIII веке. Носил власяницу и тяжёлый железный пояс. Ежедневно преподобный прочитывал всю Псалтирь. Мощи святого почивают в Дальних (Феодосиевых) пещерах. В каноне преподобным Дальних пещер изложен затворнический подвиг святого подвижника, удостоившегося слышания ангельского пения | 11 марта, 11 мая        |             |
| Феодор Молчаливый (Печерский)                              | XIII век. Преподобный Феодор избрал подвиг молчания, чтобы постоянно пребывать в богомыслии и удержать себя от прегрешений даже в слове. Прославился от Господа даром чудотворений. | 17 февраля              |             |
| Евлогий Печерский                                          | Архимандрит Леонид (Кавелин) относил время жизни Евлогия к XIII веку, однако это мнение ничем не обосновано. Мощи Евлогия зафиксированы на карте Дальних (Феодосиевых) пещер 1638 года. Позже местонахождение мощей неизвестно (вероятно, утрачены в XVII века в результате обвала в пещере до 1643 года). | 28 августа              |             |
| Симеон Печерский                                           | | 28 августа              |             |
| Агафон Чудотворец                                          | XIII—XIV века, Киев — православный святой, монах Печерского монастыря. О жизни преподобного Агафона известно из надписи на доске, закрывавшей вход в пещеру. Она сообщает, что преподобный имел дар пророчества и исцеления, исцелял больных возложением рук. | 20 февраля              |             |
| Захария Постник                                            | | 24 марта                |             |
| Кассиан Затворник                                          | преподобный, затворник и постник печерский. Жил в XII веке, прославился своим многолетним затвором в пещере. | 29 февраля, 24 ноября   |             |
| Лаврентий Затворник                                        | Подвизался в Киево-Печерском монастыре в XIII—XIV вв. Нёс трудный подвиг затворничества, упражняясь в посте, молитве и богомыслии. | 20 января               |             |
| Лонгин Печерский                                           | Вратарь. Подвизался в Киево-Печерском монастыре в XIII—XIV веках. О жизни его известно только то, что он нёс обязанности привратника и славился великим послушанием и святостью жизни. | 27 октября              |             |
| Макарий Печерский                                          | диакон. Подвизался в Киево-Печерском монастыре в XIII—XIV веках. По преданию, он в детстве много болел, и родители дали обет Богу отдать сына в Печерский монастырь, если он выздоровеет. Кротостью и смирением он заслужил любовь братии, которая научила его грамоте. За благочестивую жизнь он был возведён в сан диакона. Отличаясь нестяжательством, великим усердием к храму Божию, кротостью, смирением, постоянно упражняясь в посте и чтении Священного Писания, святой ещё при жизни сподобился дара чудотворений. После многих трудов и подвигов преподобный Макарий мирно отошёл ко Господу. | 19 января               |             |
| Мартирий Затворник                                         | Жил и подвизался в XIII—XIV веах. | 25 октября              |             |
| Моисей Чудотворец                                          | Подвизался в Киево-Печерском монастыре в XIII—XIV веках, носил сделанные им самим вериги и тяжёлый медный крест. Постоянным и любимым подвигом преподобного было псалмопение и бесчисленные коленопреклонения, за что он удостоился дара чудотворения. | 28 июля                 |             |
| Павел Послушливый                                          | По принятии иноческого образа в Печерском монастыре преподобный безропотно проходил самые тяжёлые послушания, на которые его посылал настоятель. Он никогда не бывал празден, и когда не нёс послушания, молол зерно на жёрнове, изнуряя своё тело этой тяжкой работой и храня непрестанную внутреннюю молитву. | 10 сентября             |             |
| Силуан Схимник                                             | Подвизался в Киево-Печерском монастыре в XIII—XIV веках. Однажды он силой своей молитвы связал воров, пришедших в монастырский сад, и они три дня не могли двинуться с места. Когда же они раскаялись, преподобный отпустил их. После многих трудов и подвигов преподобный мирно скончался и был погребён в Дальних (Феодосиевых) пещерах. | 10 июня, 10 июля        |             |
| Арсений Трудолюбивый                                       | конец XIII — XIV век. О преподобном Арсении известно из надписи на его надгробной доске (хранилась в лавре до 1941 года), которая сообщает «Преподобный Арсений трудолюбивый никогда же являшеся празден, но всегда или моляшеся, или послушание делаше монастырское, хлеба не вкушаше разве по захождении солнца. Ныне же в свете немерцающем видения лица Божия наслаждается». О преподобном Арсении сообщает также «Тератургим» соборного монаха Афанасия (Кальнофойского) (1638). Местное почитание Арсения началось в конце XVII века, когда печерский архимандрит Варлаам (Ясинский) (будущий митрополит Киевский) установил празднование Собора преподобных отцов Дальних пещер. В составленной в это время службе Арсений упомянут в 4-м тропаре 4-й песни канона — прославляется как «трудолюбцем образ», имеющий «дар чудотворения». «Описание о российских святых», известное по спискам конца XVII века, включает Арсения в число святых «града Киева». | 8 мая                   |             |
| Ахила Печерский                                            | диакон. Известно лишь краткое жизнеописание преподобного Ахилы, основанное на надписи, переписанной в XVII веке с его гробовой доски. С неё также списаны его тропарь и кондак. По этим источникам Ахила был диаконом Успенского собора Киево-Печерского монастыря. Отличался особым воздержанием в пище, съедая в неделю одну просфору и немного овощей. | 4 января                |             |
| Вениамин Печерский                                         | О жизни преподобного Вениамина известно из эпитафии на аркосольной иконе. Она сообщает, что до пострижения преподобный был богатым купцом. Во время богослужения он услышал слова Евангелия, что богатому трудно войти в Царство Небесное: «Яко неудобь богатый внидет в Царствие Небесное» (Мф. 19, 23), после чего раздал всё своё имущество нищим и принял пострижение в Печерском монастыре. Он до самой смерти «угождал Господу Богу» постом, молитвой, нищетой и послушанием. | 10 сентября, 13 октября |             |
| Геронтий Печерский                                         | Канонарх. XIV век. Геронтий принял монашеский постриг в отроческом возрасте, был канонархом Успенского собора монастыря. Скончался в 11-12 лет. Мощи преподобного Геронтия находятся в Дальних пещерах в одной раке с мощами Леонтия Канонарха. Павел Алеппский, посетивший монастырь в 1653 году, писал: «Тут есть тела двух отроков: их головы желты и до сих пор источают миро». Местное почитание Геронтия началось в конце XVII века, когда печерский архимандрит Варлаам (Ясинский) (будущий митрополит Киевский) установил празднование Собора преподобных отцов Дальних пещер. В составленной в это время службе 3-й тропарь 5-й песни канона прославляет двух преподобных канонархов. Общецерковное почитание началось после разрешения Святейшего синода во второй половине XVIII века включать в общецерковные месяцесловы имена ряда киевских святых. Иконописный подлинник (конец XVIII века) указывает изображать Геронтия следующим образом: «Млад… на плечах клобук черн, риза преподобническа, испод вохра». На иконе середины XIX века, помещённой над ракой святого, Геронтий изображён в стихаре, в руках раскрытая богослужебная книга. | 1 апреля и 28 августа   |             |
| Григорий Затворник                                         | Жил в XIV веке. В «Сказании о житиях святых, в пещере преподобного Феодосия почивающих» говорится, что пищей преподобного Григория всю жизнь служила неварёная трава. Он давал эту траву приходившим к нему, и больные исцелялись. | 8 января                |             |
| Евфимий Печерский                                          | иеросхимонах, Наложил на себя обет безмолвия, открывая уста только для богослужения и молитвы. Питался одними травами. | 20 января               |             |
| Зинон Постник                                              | Трудолюбивый. Подвизался в Киево-Печерском монастыре в XIV веке. В третьей песни канона преподобным в Дальних пещерах он прославляется как «сияющий постом». | 30 января               |             |
| Иосиф Многоболезненный                                     | В тяжёлой болезни преподобный Иосиф обратился с молитвой к Богу и дал обет: если Господь дарует ему здоровье, то он будет служить братии Киево-Печерского монастыря до конца своей жизни. Молитва многоболезненного страдальца была услышана. После выздоровления он поступил в Киево-Печерский монастырь, принял иноческий постриг и стал усердно трудиться в подвигах поста и молитвы и с любовью служить братии. После кончины преподобный Иосиф был погребён в Дальних пещерах. | 4 апреля                |             |
| Ипатий Целебник                                            | Подвизался в Киево-Печерской лавре в XIV веке. Прославился в подвиге сурового постничества и постоянного молитвенного бдения. Ночами он стоял на молитве, спал очень мало, а питался только хлебом и водой. Преподобный Ипатий всецело посвятил себя служению больным и за самоотверженный подвиг получил от Бога благодатный дар чудесных исцелений. Больные различными недугами часто прибегают к его молитвенному заступничеству. | 31 марта                |             |
| Леонтий Печерский                                          | Канонарх. С юных лет поступил в Киево-Печерскую обитель, где принял постриг. Он обладал прекрасным голосом и, когда обучился грамоте, исполнял послушание канонарха. Преподобный Леонтий преставился молодым в XIV веке и за самоотверженный подвиг спасения прославлен Господом благодатным даром чудотворений. | 18 июня                 |             |
| Мартирий Печерский                                         | Подвизался в XIV веке в Киево-Печерской лавре. Угодив Богу чистотой и строгой постнической жизнью, был ещё при жизни своей прославлен даром чудотворений. Святые мощи его почивают в Дальних (Феодосиевых) пещерах. Его святое имя вспоминается в 7-й песни канона преподобным Дальних пещер. Здесь прославляются его трудолюбие, праведность и сердечная чистота, а также дар изгнания бесов и исцеления недугов. | 25 октября              |             |
| Меркурий Постник                                           | Инок Киево-Печерской лавре; о нём известно только, что он был связан единомыслием и братской любовью с преподобным Паисием. Святые были неразлучны, жили в одной келлии, а после смерти были положены в один гроб. В настоящее время мощи их почивают в Дальних (Феодосиевых) пещерах. | 4 ноября, 24 ноября     |             |
| Нестор Некнижный                                           | Подвизался в Дальних пещерах Киево-Печерской лавры. Именуется «Некнижным» ради отличия от преподобного Нестора Летописца. Имя преподобного Нестора Некнижного упоминается в общей службе преподобным Дальних пещер: «Слово Божие, вразумляющее человеки, не книжныя мудрости научи тя, Несторе святе, но вышния; ею же зрел еси при молитвах Ангелы, и кончину свою предвидел еси, тоя и нас причастники сотвори, молим тя, память твою почитающе» | 28 октября              |             |
| Паисий Печерский                                           | Был иноком Киево-Печерского монастыря. Из общего канона Киево-печерским преподобным, почивающим в Дальних пещерах, известно, что он был связан единомыслием и братской любовью с преподобным Меркурием. Оба святых были неразлучны, жили в одной келлии, а после смерти были положены в один гроб. В настоящее время их мощи почивают в Дальних (Феодосиевых) пещерах в отдельных раках. | 19 июля                 |             |
| Руф Затворник                                              | Подвизался в Киево-Печерской лавре в XIV веке. Он отличался послушанием и прославляется, как образец постников и трудолюбцев. | 8 апреля                |             |
| Тит-Воин                                                   | XIV век. В миру был воином и в одной из битв был тяжело ранен в голову. После выздоровления преподобный Тит пришёл подвизаться в Киево-Печерскую лавру, где оплакивал грехи свои и получил от Бога известие о прощении. | 27 февраля              |             |
| Игнатий Печерский                                          | архимандрит Печерский, умер ранее 1434 года. Старинное лаврское рукописное сказание, изданное архиепископом Модестом в брошюре о Дальних пещерах, гласит: «Преподобный Игнатий, архимандрит Печерский, за своё житие получил от Бога дар чудотворца, и своими молитвами исцелял многих недужных. И кому доводилось вкусить просфору, на которой он служил, тот обретал исцеление. После кончины он почивает здесь телом, а душою на Небесах у Христа, и молится о нас». В общей службе Киево-Печерским святым о нём сказано: «Игнатие, пастырю иночествующих и целителю болящих, в недузех наших пособствуеши тя почитающим, да в памяти твоей песнь хвалы Богу принесем» (1-я песнь канона). | 20 декабря              |             |
| Феофил Новгородский (Печерский)                            | Был последним епископом Новгорода, по смерти архиепископа Ионы 5 ноября 1470 года избранным (15 ноября 1470 года) чрез жребий из кандидатов, представленных новгородским вечем; поставлен в Москве митрополитом Московским Филиппом I 15 декабря 1471 года. Трудный жребий выпал на долю святителя по управлению новгородской паствой: посадница Марфа Борецкая и её приверженцы вооружали и возмущали народ против великого князя Московского Иоанна III, а монах Пимен, сторонник Борецких, разжигал в пастве ненависть к архиепископу. Некоторые из новгородцев склонялись перейти на сторону Литвы, изменив Московскому князю, и готовы были пойти на вероотступничество. Святитель Феофил останавливал мятежных новгородцев: «Не изменяйте Православию или не буду пастырем отступников, уйду назад в смиренную келью, откуда извлекли вы меня на позорище мятежа». Сохранилась отреченная грамота святителя, написанная в 1479 году. Однако ослеплённый народ не внимал словам пастыря: между Новгородом и Москвой разгорелась междоусобная война. Разбитые новгородцы вынуждены были просить пощады, и многие из них обязаны жизнью заступничеству святителя. 19 января 1480 года повелением великого князя был сведён с кафедры и заточён в Московский Чудов монастырь. Там он «сидел полтретья лето, ту и преставися.» По преданию, когда святитель Феофил лежал больной в Чудовом монастыре, во сне явился к нему святитель Нифонт Новгородский, похороненный в пещерах преподобного Антония Печерского, и напомнил об обещании поклониться Печерским чудотворцам. Святой архиепископ отправился в Киев и уже приближался к Днепру, как болезнь его усилилась, и он получил откровение, что хотя не дойдёт живым до пещер, но тело его упокоится в них. Это исполнилось, он был погребён в Дальних пещерах. | 26 октября              |             |
| Феодор Острожский, в монашестве Феодосий                   | князь из рода Острожских, потомок князя Рюрика и князя Владимира Великого. Луцкий воевода, староста, православный монах и святой. В конце своей жизни (по одним данным — около 1441, по другим — около 1440 года), князь Фёдор Острожский оставил мирские дела и постригся в монахи Киево-Печерского монастыря под именем Феодосия. Жил в Дальней Феодосиевой пещере, где и упокоился, окончив свой век. | 11 августа              |             |
| Дионисий Печерский по прозванию Щепа                       | ум. после 1463. В 6971 (1463) году в Печерском монастыре свершилось такое знамение. При князе Семёне Александровиче и при брате его князе Михаиле, при архимандрите печерском Николе за пещерой присматривал некто Дионисий, по прозвищу Щепа. Пришёл он в Великий день в пещеру покадить тела усопших, и когда дошёл до места, которое называется Община, то, покадив, сказал: «Отцы и братья, Христос воскрес! Сегодня Великий день». И прогремело в ответ как гром мощный: «Воистину воскрес Христос». | 3 октября               |             |
| Павел, митрополит Тобольский                               | митрополит Тобольский и Сибирский | 4 ноября                |             |
| Филарет Киевский и Галицкий                                | в схиме Феодо́сий, с 18 апреля 1837 года митрополит Киевский и Галицкий. Член Святейшего Правительствующего синода (1836—1842 годы). | 21 декабря              |             |
| Владимир Киевский и Галицкий                               | митрополит Киевский и Галицкий (1915—1918), митрополит Санкт-Петербургский и Ладожский (1912—1915), митрополит Московский и Коломенский (1898—1912); первенствующий член Святейшего синода (с ноября 1912 года). Был единственным иерархом синодального периода, последовательно занимавшим все три митрополичьи кафедры в Российской империи. Прославлен Русской православной церковью в 1992 году в лике святых как священномученик. | 25 января               |             |

Кроме перечисленных выше святых, в составе Собора совершается память тридцати безымянных святых, чьи главы почитаются как мироточивые и хранятся в Дальних пещерах.

## Тропарь Собору преподобных отцев Киево-Печерских, в Дальних пещерах
Мысленное солнце и светлую луну, / первоначальных Печерских, / со всем собором преподобных днесь почтим, / тии бо, церковную твердь озаряюще, / просвещают во тьме страстей бедствующих, / и подают от Христа Бога молитвами своими помощь во всех скорбех, / и душам нашим просят избавления.